# Ralf J. Radlanski

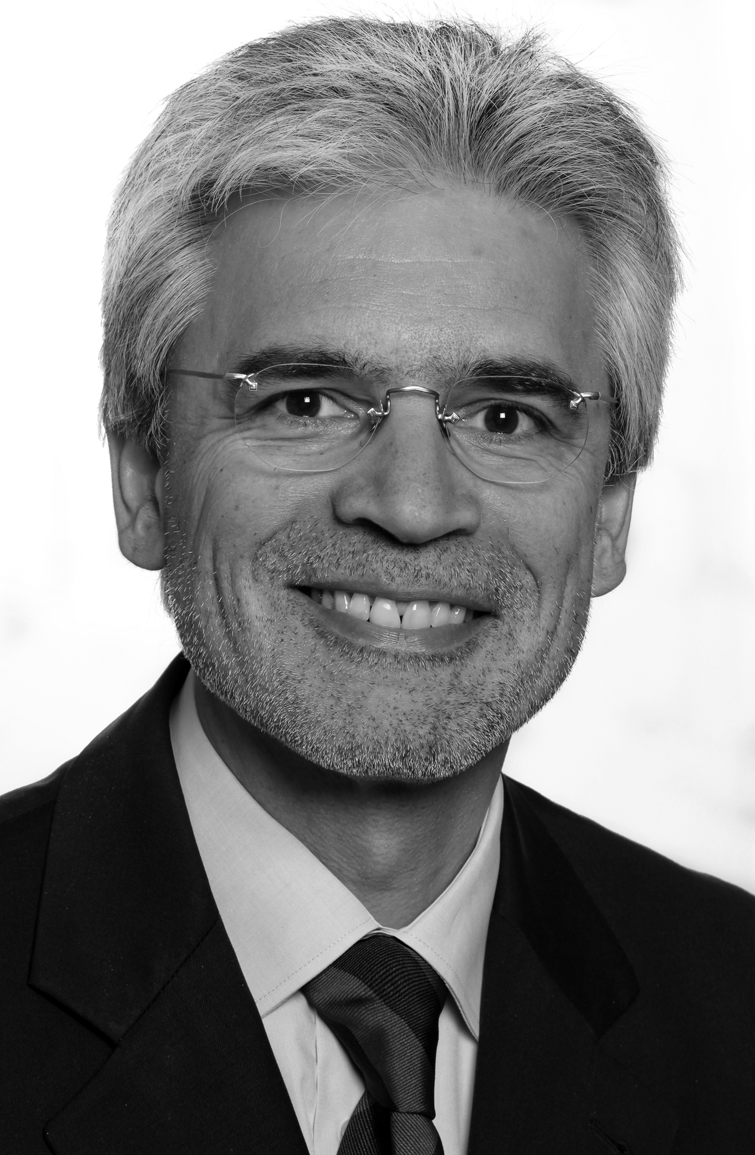
Ralf J. Radlanski

Ralf Johannes Radlanski (* 9. Oktober 1958 in Paris) ist ein deutscher Anatom, Kieferorthopäde und Hochschullehrer. Von 1992 bis 2024 war er Direktor am Institut für klinisch-theoretische Zahn-, Mund- und Kieferheilkunde an der Freien Universität Berlin, 2004 umbenannt in Abteilung für Orale Struktur und Entwicklungsbiologie an der Charité. Mit seiner Emeritierung (2024) wurde die Einrichtung geschlossen. Alle seine Vorlesungen zur Craniofacialen Morphogenese, zur orofazialen Struktur- und Entwicklungsbiologie und Erklärungen zur Kieferorthopädie sind auf Youtube abrufbar.

## Leben und Wirken
Ralf J. Radlanski studierte Medizin und Zahnmedizin an den Universitäten Göttingen und Minneapolis (USA). 1986 wurde er mit der Dissertation Vergleichend funktionell-anatomische Untersuchungen an der Vorderextremität von Crossarchus obscurus und Liberiictis kuhni (Herpestinae - Viverridae - Carnivora - Mammalia) in Göttingen promoviert. Zunächst war er wissenschaftlicher Assistent im Anatomischen Institut der Universität Göttingen in den Abteilungen Morphologie und Embryologie, außerdem erfolgte eine Ausbildung zum Kieferorthopäden. 1992 folgte er als ein Nachfolger von Heinrich Newesely dem Ruf als Professor an das Institut für klinisch-theoretische Zahn-, Mund- und Kieferheilkunde an der Freien Universität Berlin. Im Zentrum seiner wissenschaftlichen Tätigkeit stehen die morphologisch-visuellen Aspekte der vorgeburtlichen Entwicklung des Gesichts sowie die Mikrostruktur einzelner Anteile. Zudem sind sie geprägt durch die klinischen Fragestellungen der praktisch-kieferorthopädischen Tätigkeit. Gegenwärtig wird seine Humanembryologische Schnittseriensammlung zur Craniofacialen Morphogenese (Radlanski Collection) digitalisiert. Radlanski hatte Gastprofessuren an der University of California in San Francisco (USA), an der Universität Turku (Finnland), an der Universität Basel (Schweiz), sowie an der Universität Zürich (Schweiz). Ralf J. Radlanski spielt Cello und ist Mitglied im Berliner Ärzte-Orchester und im World Doctors Orchestra.
Das Coorg Institute of Dental Sciences der Rajiv Gandhi University of Health Sciences in Virajpet/Indien hat ihn im 2023 für sein wissenschaftliches Lebenswerk mit der Ehrendoktorwürde (Dr. h.c.) ausgezeichnet.

## Wissenschaftsmanagement
- Präsident und Organisator des 10th International Symposium of Dental Morphology, 1995 in Berlin.[12]
- National Delegate und Managing Board der COST B 28 action (Craniofacial Morphogenesis) 2001–2008.[13]
- Präsident und Organisator des 10th Tooth Morphogenesis and Tissue Differentiation Symposium 2010 in Berlin.[14][15]
- Präsident des International Orthodontic Symposium in 2004, 2006–2024 in Prag.[16]
- Wissenschaftlicher Leiter der jährlichen Kongressreihe „Der Richtige Zeitpunkt“ (2009–2019), veranstaltet vom Berufsverband der Kieferorthopäden (BDK) und der Initiative Kiefergesundheit (IKG).[17]
- Vorsitzender der Arbeitsgemeinschaft Grundlagenforschung in der Deutschen Gesellschaft für Zahn-, Mund- und Kieferheilkunde (2016–2019).[18]

## Ehrenamtliche Tätigkeit
- Präsident der EurAsian Association of Orthodontists (EAO).[19]
- Präsident der Deutschen Gesellschaft für Aligner-Orthodontie (DGAO)[20]
- Präsident der Written Art Foundation (2009–2019).[21]

## Publikationen (Auswahl)
- Mein Gesicht, Quintessenz, Berlin 2016. ISBN 978-3-86867-338-8[22]
- The Face. Pictorial Atlas of Clinical Anatomy. Quintessence Publ. Co. Chicago 2012 (mit Karl H. Wesker) ISBN 978-1-85097-289-1[23]
- Orale Struktur- und Entwicklungsbiologie (Lehrbuch). Quintessenz, Berlin 2011 ISBN 978-3-86867-016-5[24]
- The remodeling pattern of human mandibular alveolar bone during prenatal formation from 19 to 270 mm CRL. Annals of Anatomy 2016; 269: 65–74 (with Herbert Renz, Nyamdorij Tsengelsaihkan, Felix P. Schuster and Camilla A. Zimmermann) PMID 26921449
- Genes, Forces, and Forms. Dev. Dyn. 2006; 235 (5) 1219–1229 (mit Herbert Renz) PMID 16456854
- Facial Growth - Dynamics of Orthodontics (mit Frans van der Linden und James McNamara), Quintessence Publ., Chicago 2006 ISBN 978-3-87652-473-3[25]
- Literatur von und über Ralf J. Radlanski  im Katalog der Deutschen Nationalbibliothek.